# 阿蓓海扇蛤
阿蓓海扇蛤（学名：Pecten asper）为海扇蛤科海扇蛤屬下的一个种。